# Абдуллаев, Саид Гиясович
Саид Гиясович Абдуллаев (16 февраля 2002; Дагестан, Россия) — российский тхэквондист.

## Биография
В августе 2018 года в Татарстане стал бронзовым призёром молодёжного чемпионата России. В мае 2019 года в Хабаровске стал победителем первенства России среди юниоров. В октябре 2019 года стал победителем Первенства Европы среди юниоров в Испании. В ноябре 2020 года завоевал бронзовую медаль на чемпионате России в Москве. В марте 2021 года в Анапе на молодёжном Первенстве России до 21 года стал победителем. В апреле 2022 года в Нальчике стал бронзовым призёром Первенства России среди спортсменов до 21 года.

## Достижения
- Моложёный чемпионат России по тхэквондо 2018 — ;
- Первенство России по тхэквондо среди юниоров 2019 — ;
- Чемпионат Европы по тхэквондо среди юниоров 2019 — ;
- Чемпионат России по тхэквондо 2020 — ;
- Первенство России по тхэквондо среди молодёжи 2021 — ;
- Первенство России по тхэквондо среди молодёжи 2022 — ;